# ジュニャーナ
ジュニャーナ（梵: jñāna、若那、智）とは、サンスクリットで物事を分別する知恵・知識のこと。パーリ語では、ニャーナ（巴: ñāna）と言う。
バラモン教の伝統では、ウパニシャッドに記されているように、自身の中のアートマン（真我）を探求・分析することで、梵我一如の境地に到達する知恵「アートマ・ジュニャーナ」（Atma jnana）の獲得が目指されてきた。
ジャイナ教では、目指される最高の知識のことを「ケーヴァラ・ジュニャーナ」（Kevala Jñāna）、すなわち「「完全者」（ケーヴァリン）の知恵」と呼ぶ。
上座部仏教では十六観智として、ヴィパッサナー瞑想で得られる様々な智を説く。
大乗仏教においては、般若経や龍樹・中観派によって、この分別的な「智」である「ジュニャーナ」（若那）を超えた、究極的な無分別の「慧」としての「プラジュニャー」（般若）が、釈迦の悟りの境地として賞揚された。